# Ack vilken rikedom och tröst
Ack vilken rikedom och tröst är en psalmtext ursprungligen publicerad i den Svenska Lutherska Evangeliföreningen i Finland SLEF:s sångbok Sionsharpan.
Melodin uppges i Sionstoner 1889 vara en svensk folkmelodi, som används till flera psalmer bland andra också Om någon mig åtspörja vill, Hav tack, o Gud, för all den nåd och När ja i tron min Jesus ser.

## Publicerad i
- Sionsharpan 1870-talet
- Sionstoner 1889 som nr 335.
- Sionstoner 1935 nr 638 under rubriken "Pilgrims- och hemlandssånger".
- Sions Sånger 1951 nr 4.
- Sions Sånger 1981, som nr 83 under rubriken "Guds nåd i Kristus".